# Erra Bognar

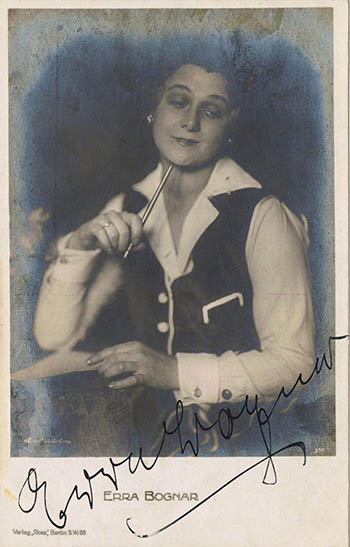
Erra Bognar auf einer handsignierten Porträt-Postkarte des Ross-Verlags, fotografiert von Rudolf Dührkoop, Berlin

Erra Bognar (* 7. August 1887 als Erna Margarethe Dorette Bechtold in Braunschweig; † 24. Juni 1979 in Berlin) war eine deutsche Theater- und Filmschauspielerin.

## Leben
Die geborene Erna Bechtold war eine Tochter des Vergolders Ernst Bechtold und seiner Frau Luise, geb. Rauschenberg. Über ihre Ausbildung und ihre frühen Jahre liegen derzeit keine Informationen vor. Unter ihrem Künstlernamen Erra Bognar ist sie erstmals 1914 nachweisbar, als sie an der Schauburg in Hannover engagiert war. In den beiden darauffolgenden Saisonen war sie zunächst Ensemblemitglied am Schauspielhaus Stuttgart und dann am Kurtheater in Bad Pyrmont. Ab 1917 nahm sie keine Festengagements mehr wahr, sondern trat als gastierende Künstlerin an verschiedenen Bühnen auf.
Gegen Ende des Ersten Weltkriegs begann Erra Bognar, als Darstellerin beim Stummfilm tätig zu werden. Ihr Debüt gab sie mit einer Nebenrolle im Kriminalfilm Die sterbenden Perlen von Rudolf Meinert. Auch in den Folgejahren verkörperte sie meist Figuren von mittelgroßer bis geringerer Bedeutung in Inszenierungen unterschiedlichster Regisseure und Produktionsgesellschaften. 1926 war ihre Filmkarriere weitgehend beendet, nur 1937 kehrte sie für eine Chargenrolle in Fred Sauers letzter Regiearbeit Der Lachdoktor noch einmal vor die Kamera zurück: Der winzige, im Vorspann ungenannte Part eines blonden Kurgastes mit Lorgnon sollte ihr einziger Auftritt in einem Tonfilm bleiben.
Ab 1925 war Erra Bognar kurzzeitig Inhaberin des Kinos in der Prenzlauer Allee 87 und gab ihm den Namen Erra-Lichtspiele, der auch unter den nachfolgenden Besitzern noch bis Ende der 1940er-Jahre beibehalten wurde. 1932 heiratete sie in zweiter Ehe den Kaufmann Hermann Azzalino (1889–1945). Als Witwe lebte sie bis zu ihrem Tod in einer Wohnung am Südwestkorso in Berlin-Wilmersdorf. Sie starb wenige Wochen vor ihrem 92. Geburtstag.

## Filmografie
- 1918: Die sterbenden Perlen
- 1918: Die tolle Heirat von Laló
- 1918: Der Wüstendiamant
- 1918: Das verwunschene Schloß
- 1918: Hoheit Vater und Sohn
- 1918: Tanzendes Gift
- 1919: Argus X
- 1919: Bahnwärters Lene
- 1919: Der Fürst der Diebe und seine Liebe
- 1919: Die Rächerin. Das Abenteuer des Architekten Terzky
- 1919: Fräulein Colibri
- 1919: Graf Stöckels Bekenntnisse
- 1919: Gepeitscht
- 1919: Gewalt gegen Recht
- 1919: Die lachende Konkurrenz
- 1919: Ubo Thomsens Heimkehr
- 1919: Bis früh um fünfe
- 1920: Die lila Hölle
- 1920: Planetenschieber
- 1920: Der Schädel der Pharaonentochter
- 1920: Unter der Dornenkrone. Mexikos Kaisertragödie
- 1920: Riffpiraten
- 1920: Spiritismus
- 1920: Entgleist
- 1920: Das Tagebuch meiner Frau. Die Macht des Goldes
- 1920: Das Götzenbild der Wahrheit
- 1920: Anständige Frauen
- 1920: Fakir der Liebe
- 1920: Föhn
- 1921: Die große Sensation
- 1921: Der wandernde Koffer
- 1921: Telephon 1313
- 1921: Das Medium
- 1921: Gabys Verehrer (Les amoureux de Gaby)
- 1921: Das goldene Netz
- 1922: Die Finsternis und ihr Eigentum
- 1923: Maud, die große Sensation
- 1924: Die Puppenkönigin
- 1925: Der behexte Neptun. Paulchen als Sportsmann
- 1925: Im Strudel des Verkehrs. Ein Film für Jedermann
- 1925: Die Dame aus Berlin
- 1926: Falsche Scham – Vier Episoden aus dem Leben eines Arztes
- 1937: Der Lachdoktor[5]